# Куровиці (Мазовецьке воєводство)
Куровиці (пол. Kurowice) — село в Польщі, у гміні Сабне Соколовського повіту Мазовецького воєводства. Населення — 380 осіб (2011).

## Історія
За даними етнографічної експедиції 1869—1870 років під керівництвом Павла Чубинського, у селі переважно проживали римо-католики, меншою мірою — греко-католики, які здебільшого розмовляли українською мовою.
У 1975—1998 роках село належало до Седлецького воєводства.

## Демографія
Демографічна структура станом на 31 березня 2011 року:
|          | Загалом | Допрацездатний вік | Працездатний вік | Постпрацездатний вік |
| -------- | ------- | ------------------ | ---------------- | -------------------- |
| Чоловіки | 193     | 33                 | 134              | 26                   |
| Жінки    | 187     | 36                 | 101              | 50                   |
| Разом    | 380     | 69                 | 235              | 76                   |